# Felsőtárkány
Felsőtárkány je vas na Madžarskem, ki upravno spada pod podregijo Egri Županije Heves.